# El hijo de Sobek
El hijo de Sobek, crossover escrito por Rick Riordan, publicado el 18 de junio de 2013. En esta oportunidad se relata la encuentro de Percy Jackson y Carter Kane que unen fuerzas para derrotar al cocodrilo gigante que estaba aterrorizando la zona de Long Island Sound.    

## Argumento
Tras recibir informes de un monstruo atacando la ciudad, Carter Kane decide ir a cazarlo, pero en medio de la cacería se topa con Percy Jackson con quién termina peleando, hasta que reparan en que deberían ir tras su objetivo (el hijo de sobek) quién causaba daños por donde iba. Dado que el monstruo es muy fuerte deciden pactar una tregua y derrotan con mucho esfuerzo al enemigo; quién extrañamente tiene grabados símbolos tanto griegos como egipcios en su collar.
Tras la pelea ambos deciden que es mejor mantener oculta información sobre su "lado" (Carter, sobre la casa de la vida y Percy, sobre el campamento mestizo) pero seguirían en contacto por medio del ojo de Horus que Carter dibuja en la mano de Percy.
- Datos: Q18281076